# Fliegerführer Nord (Ost)
Fliegerführer Nord (Ost) war ab Dezember 1941 die Bezeichnung einer Dienststellung bzw. einer Kommandobehörde auf Brigadeebene der deutschen Luftwaffe im Zweiten Weltkrieg. Sie wurde ab März 1944 in Fliegerführer Eismeer und ab Juni 1944 in Fliegerführer 3 umbenannt.

## Geschichte
Ihre Etatisierung erfolgte im Dezember 1941 aus Teilen des Stabes des Fliegerführers Nord. Gefechtsstand war zunächst Rovaniemi in Finnland, später Kirkenes im vom Deutschen Reich besetzten Norwegen. Im März 1944 änderte sich die Bezeichnung in Fliegerführer Eismeer und ab Juni 1944 in Fliegerführer 3. Bis August 1944 war die Dienststelle der Luftflotte 5 und anschließend dem Kommandierenden General der Deutschen Luftwaffe in Finnland unterstellt. Im Dezember 1944 wurde sie aufgelöst.
Dem Fliegerführer unterlag die Führung der ihm unterstellten Verbände der Luftwaffe. Schwerpunkte der Einsätze waren die Unterstützung des deutschen Angriffs auf Murmansk 1941 und der 20. Gebirgsarmee ab 1942, sowie die Bekämpfung der Nordmeergeleitzüge im Nordmeer und der Barentssee von 1942 bis 1944.

## Fliegerführer
| Dienstgrad   | Name            | Datum                               |
| ------------ | --------------- | ----------------------------------- |
| Oberst       | Hermann Busch   | Dezember 1941 bis 28. Februar 1943  |
| Generalmajor | Alexander Holle | 1. März 1943 bis 30. Juli 1943      |
| Oberst       | Ernst Kühl      | 8. August 1943 bis 28. Februar 1944 |
| Oberst       | Hermann Busch   | 1. März 1944 bis Juni 1944          |

## Unterstellung
| Unterstellung                                               | von                | bis                |
| ----------------------------------------------------------- | ------------------ | ------------------ |
| Luftflotte 5                                                | Dezember 1941      | 20. September 1944 |
| Kommandierender General der Deutschen Luftwaffe in Finnland | 20. September 1944 | Dezember 1944      |

## Unterstellte Verbände
| Verbände am 1. Juni 1942       | Flugzeuge | Flugzeuge | Flugzeugtypen                                 | Liegeplatz       | Lage                                    |
| Verbände am 1. Juni 1942       | Soll      | Ist       | Flugzeugtypen                                 | Liegeplatz       | Lage                                    |
| I./Kampfgeschwader 30          | 37        | 28        | Junkers Ju 88A-4                              | Banak            | 70.066667 24.973889                     |
| II./Kampfgeschwader 30         | 37        | 26        | Junkers Ju 88A-4                              | Banak            | 70.066667 24.973889                     |
| 3./Kampfgeschwader 26          | 12        | ?         | Heinkel He 111H-6 LT                          | Bardufoss        | 69.055833 18.540278                     |
| I./Sturzkampfgeschwader 5      | 37        | 36        | Junkers Ju 87R                                | Alakurtti        | 66.97361 30.346813                      |
| II./Jagdgeschwader 5           | 37        | 43        | Messerschmitt Bf 109E-7                       | Petsamo          | 69.55 31.2                              |
| 13.(Z)/Jagdgeschwader 5        | 12        | 13        | Messerschmitt Bf 110F-2                       | Kirkenes         | 69.725 29.887778                        |
| 1./Fernaufklärungsgruppe 124   | 12        | 11        | Junkers Ju 88D-5                              | Kirkenes         | 69.725 29.887778                        |
| 1./Aufklärungsgruppe (See) 125 | 12        | ?         | Blohm & Voss BV 138                           | Billefjord       | 70.325 25.063889                        |
| 1./Fernaufklärungsgruppe 22    | 12        | 11        | Junkers Ju 88D-1                              | Banak            | 70.066667 24.973889                     |
| Insgesamt                      | 208       | 168+      |                                               |                  |                                         |
| Verbände am 1. Juli 1943       | Flugzeuge | Flugzeuge | Flugzeugtypen                                 | Liegeplatz       | Lage                                    |
| Verbände am 1. Juli 1943       | Soll      | Ist       | Flugzeugtypen                                 | Liegeplatz       | Lage                                    |
| I./Kampfgeschwader 30          | 37        | 49        | Junkers Ju 88A-4                              | Kemi             | 65.783333 24.584444                     |
| 1./Küstenfliegergruppe 406     | 12        | 13        | Heinkel He 115 LT                             | Tromsö-See       | 69.696667 19.027778                     |
| 3./Küstenfliegergruppe 406     | 12        | 8         | Blohm & Voss Bv 138C                          | Tromsö-See Banak | 69.696667 19.027778 70.066667 24.973889 |
| I./Sturzkampfgeschwader 5      | 37        | 36        | Junkers Ju 87D-3                              | Alakurtti        | 66.97361 30.346813                      |
| II./Jagdgeschwader 5           | 37        | 32        | Messerschmitt Bf 109G-2                       | Alakurtti        | 66.97361 30.346813                      |
| III./Jagdgeschwader 5          | 37        | 29        | Messerschmitt Bf 109F-4                       | Petsamo          | 69.55 31.2                              |
| 11./Jagdgeschwader 5           | 12        | ?         | Messerschmitt Bf 110G-2, Focke-Wulf Fw 190A-3 | Alta             | 69.976389 23.366667                     |
| 13.(Z)/Jagdgeschwader 5        | 12        | 13        | Messerschmitt Bf 110G-2                       | Kirkenes         | 69.725 29.887778                        |
| 14.(Jabo)/Jagdgeschwader 5     | 12        | 11        | Focke-Wulf Fw 190A-3                          | Petsamo          | 69.55 31.2                              |
| 1./Fernaufklärungsgruppe 124   | 12        | 13        | Junkers Ju 88D-1                              | Kirkenes         | 69.725 29.887778                        |
| 1./Fernaufklärungsgruppe 22    | 12        | 8         | Junkers Ju 88D-1                              | Banak            | 70.066667 24.973889                     |
| 1./Nahaufklärungsgruppe 32     | 12        | 9         | Focke-Wulf Fw 189A-3                          | Alakurtti        | 66.97361 30.346813                      |
| Insgesamt                      | 232       | 221+      |                                               |                  |                                         |
| Verbände am 17. Juni 1944      | Flugzeuge | Flugzeuge | Flugzeugtypen                                 | Liegeplatz       | Lage                                    |
| Verbände am 17. Juni 1944      | Soll      | Ist       | Flugzeugtypen                                 | Liegeplatz       | Lage                                    |
| III./Jagdgeschwader 5          | 37        | 26        | Messerschmitt Bf 109G-6                       | Petsamo          | 69.55 31.2                              |
| 1./Fernaufklärungsgruppe 124   | 12        | 11        | Junkers Ju 88D-1, Messerschmitt Bf 109G       | Kirkenes         | 69.725 29.887778                        |
| 3./Seeaufklärungsgruppe 130    | 12        | 8         | Blohm & Voss BV 138                           | Billefjord       | 70.325 25.063889                        |
| Insgesamt                      | 61        | 45        |                                               |                  |                                         |

Anmerkungen
1. ↑  Bedeutung der Abkürzungen, siehe Organisation der Geschwader
2. ↑  Sollstärke nach Kriegsausrüstungsnachweis
3. ↑  Iststärke (die tatsächlich in der Einheit vorhandenen Flugzeuge)